# 库尔特·图霍尔斯基
库尔特·图霍尔斯基（德语：Kurt Tucholsky，发音：[tuˈxɔlski]，1890年1月9日—1935年12月21日），生于德国柏林，逝于瑞典哥德堡。他是德国记者、作家，曾用笔名有卡什帕·豪泽（Kaspar Hauser）、彼得·潘特（Peter Panter）、特奥巴尔德·蒂格（Theobald Tiger）和伊格纳茨·弗罗贝尔（Ignaz Wrobel）。
图霍尔斯基是魏玛共和国时期最重要的评论家。他致力于时政评论，曾参与出版周报《世界舞台》（Die Weltbühne），以亨利希·海涅的传统自命，抨击社会现状。其作品多为讽刺小品、小剧场剧本、歌词和诗。自我定位为左派民主人士、反战与和平主义者、对当时泛滥于政界、军界和法律界的反民主潮流甚为不满，一再呼吁警惕国家社会主义（即纳粹主义）的危害。

## 生平

### 青年与求学时代
1890年1月9日，图霍尔斯基生于柏林吕贝克街13号的家中。他的童年随父亲在斯德丁度过。父亲亚历克斯·图霍尔斯基是职业银行家，1887年与多丽丝·图霍尔斯基（Doris Tucholski）结婚，育有两子一女：长子库尔特、次子弗里茨（ Fritz ）和女儿埃伦（Ellen）。1899年，全家回迁柏林。
图霍尔斯基对母亲印象不佳，对父亲却十分尊敬、爱戴。亚历克斯·图霍尔斯基于1905年死于梅毒，给遗孀与子女留下一大笔财产。从此，长子库尔特在生活、学习上均无费用之忧。
库尔特·图霍尔斯基于1899年入读法语高中，1903年转学到皇家威廉高中，1907年退学，在私人家庭教师的辅导下考取高中毕业证，1909年在柏林大学就读法律专业，1910年，他又到日内瓦念了两个学期。
在大学阶段，图霍尔斯基始终对文学抱有浓厚兴趣。1911年9月，他偕好友库尔特·沙弗兰斯基（Kurt Szafranski）前往布拉格旅行，求见他所仰慕的作家马克斯·布罗德。马克斯·布诺德是法兰茨·卡夫卡的好友。图霍尔斯基因而与卡夫卡会面。
尽管职途顺畅，图霍尔斯基最后还是没有成为律师，对文学和新闻的兴趣反而愈加浓厚。

### 初成作家
早在中学时期，图霍尔斯基已经开始尝试新闻写作。1907年，他在讽刺周刊《恶作剧》(Ulk)发表了一则短文《童话》，文中，他揶揄皇帝威廉二世的艺术品味。上了大学之后，图霍尔斯基更用心于新闻出版的实践，还加入了社会民主党派组织“前线”。1911年，他参与社会民主党的选战。
1912年，图霍尔斯基出版《莱茵斯贝格：致爱人的画册》（Rheinsberg – ein Bilderbuch für Verliebte），书中以清新、幽默的笔调抨击时势。他凭着这本书一举成名。为了刺激销路，他与配图的沙弗兰斯基一起在柏林库达姆大街开了一爿书店酒吧。购书的读者均可获赠烈酒一杯。这桩学生气的玩笑举动于数周之后遭禁。
自1913年始，图霍尔斯基全心投入到他为之奉献终身的事业中。1913年1月9日，他在戏剧杂志《戏院》（Die Schaubühne）发表第一份剧作。《戏院》杂志后来经出版家西格弗里德·雅各布松（Siegfried Jacobsohn）更名为《世界舞台》。雅各布松与图霍尔斯基一生相交，亦师亦友。图霍尔斯基在瑞典自杀前两年写道：“1926年，发行人弗里德·雅各布松去世。他的一切，图霍尔斯基全然感激。”

### 第一次世界大战时期参军
图霍尔斯基的职业记者生涯被第一次世界大战打断。两年多的日子里，他并未发表作品。他也结束了在耶拿大学的学业，获授抵押法博士学位。同年4月，图霍尔斯基入伍，随即奔赴东线，作装备兵参加阵地战，后来转任连队书记。1916年11月，他出版阵地报纸《飞行员》。在库尔兰的炮兵-飞行员学校，他与玛丽·格罗尔德（Mary Gerold）相识，她后来成了他的第二任太太。
与法学家埃里希·达内尔（Erich Danehl）相识后（这位叫达内尔的朋友，后来多次在他的文章中出现，化名作“小卡尔”），1918年，他得以转为驻罗马尼亚的战地警官。1918年夏天，图霍尔斯基在罗马尼亚接受新教洗礼。而早在1914年7月1日，他已宣布脱离犹太教。
到1918年8月，图霍尔斯基仍然在买第九届战事募捐奖券。同年秋天，他却成为了反战、和平主义者。

### 为共和国而战
1918年12月，图霍尔斯基就任《恶作剧》主编，直到1920年4月离任。《恶作剧》是赠阅周刊，刊载讽刺作品，隶属鲁道夫·莫瑟（Rudolf Mosse）出版的左派独立报纸《柏林日报》（Berliner Tageblatt）。
他亦重新为《世界舞台》定期撰稿。为了使这份左派民主周刊不至于太“图霍尔斯基化”，1913年，他开始使用“伊格纳斯·和若贝尔”、“提奥巴尔特·老虎”和“彼得·潘特”三个笔名。提奥巴尔特·老虎也用于在《恶作剧》发表的稿件。1918年12月，他在《世界舞台》上发表诗歌，首次使用第四个笔名：碧玉房子。所有栏目都有他的文章：从政论，到法院报告，从杂文到讽刺小品再到诗歌、书评。他还为“声与烟”小剧场和女艺人克莱尔·瓦尔多夫（Claire Waldoff）和特露德·黑斯特贝格（Trude Hesterberg）写台词、歌词和剧本。
战后几年，发生了一件不光彩的事情。他原为政治宣传杂志《Pieron》工作，享有高薪。在波兰公民投票表决上西里西亚地区归属之前，帝国政府授意这份杂志发表反波兰的言论。图霍尔斯基因此受到其他报纸的猛烈批评，并被禁止在德国独立社会民主党派（USPD）的报章发表文章。因为资金周转困难，他仍留在《Pieron》杂志社，后来才引咎辞职。
尽管如此，在十一月革命后产生的左派报章上，图霍尔斯基仍然不懈为魏玛共和国呐喊，分析军事、法律和政治界的形势，抨击因循守旧的精英、反民主的新倾向。1919年1月，他开始在《世界舞台》上连载反战作品《军用物资》，矛头直指政府的“威廉精神”。尽管曾为政府打过仗卖过命，他从未迟疑于尖锐批评德国官僚体制。传记作家贺普（Hepp）认为，《军用物资》实际上是“一种自我剖析”。
图霍尔斯基言辞激越，不计其数的政治迫害之下，魏玛共和国岌岌可危。左倾、反战，甚至仅仅主张自由主义的政治家、新闻界人士屡屡遭受威胁，如卡尔·李卜克内西、罗莎·卢森堡、瓦尔特·拉特瑙、马蒂亚斯·埃茨贝格尔和菲利浦·谢德曼甚或马克西米利安·哈登（Maximilian Harden）。在法庭上，就政治谋杀罪名审判极右派时，图霍尔斯基认为法官明显偏袒鼓吹专制主义和民族主义的被告。
对民主派的政治家，图霍尔斯基也不吝批评。1922年，外交部部长拉特瑙遇刺，他当即在《世界舞台》上写诗，警告共和国要自我把持好分寸。
魏玛共和国坚持了11年，图霍尔斯基早早看到失败的端倪。他不再以新闻记者的身份旁观，而是直接投身政界。早在1920年，他即已加入德国独立社会民主党派，现在更创立了“参战者和平联盟”。尽管身为党员，他仍未停止批评自己所在的党派。
通货膨胀的高峰时期，图霍尔斯基也陷于难关。不仅因为经济困难，更因为自1922年秋天始，他受严重的抑郁症所扰，怀疑写作的意义，甚至第一次试图自杀。1923年3月1日他终于受雇于柏林贝特与西门银行，到1924年2月15日，他又与齐格弗里德·雅各布松签订工作合约。1924年春天，他背负《世界舞台》和筹办中的《霍氏日报》（Die Vossische Zeitung）驻法国通讯员的使命，到达巴黎。
1924年也是图霍尔斯基私人生活的转折点。1920年5月，他与埃尔莎·魏尔（Else Weil）医生结婚，到1924年2月离婚。同年8月30日，他与玛丽·格诺尔德成婚，当年在库尔兰相识后，他们一直保持信件联系。1920年初，两人在柏林重遇，直到来了巴黎，才终成眷属。

### 在法国与德国之间
像海涅一样，图霍尔斯基从此长住国外，只偶尔回德国。他也借此得以审视德国和德国人。通过《世界舞台》，他继续为政治理念而战。他也效法海涅，研究德国人与法国人的行为区别。
齐格弗里德·雅各布于1926年12月逝世，图霍尔斯基即接管《世界舞台》，但他不愿迁回柏林，所以不久即将编务交予同事及朋友卡尔·冯·奥西茨基。作为协助发行人，他仍然为“新社会主义者”库尔特·希勒（Kurt Hiller）等人的激进言论开辟发表空间。
1927年至1928年间，他出版旅行散文集《一本比利牛斯山脉的书》（Ein Pyrenäenbuch）、文集《用五个笔名》（Mit 5 PS，即他的本名及四个笔名）和《蒙娜·丽莎的微笑》（Das Lächeln der Mona Lisa）。借文学人物温特里拉先生和小洛特，他描述当年柏林人的性格及形象。
即使长居国外，他仍在与政敌对薄公堂。1928年，因为发表诗作《英国唱诗班男孩之歌》（Gesang der englischen Chorknaben），他被控以“渎神”的罪名。
同年，他与玛丽分手。1927年他即与丽莎·玛提亚斯（Lisa Matthias）相识，1929年一同到瑞典度假。他把这段度假经历写入短篇小说《格里普斯科尔摩城堡》（Schloß Gripsholm），1937年由罗沃尔特出版社出版。
1929年，他与画家约翰·哈尔特菲尔德（John Heartfield）合著社会批评集《德国，关于德国的一切》，文锋尖锐，抒发他对彼时德国爱恨交加的感情。

### 沉默
1930年代初，图霍尔斯基意识到，他为共和国所作的忠告和批评都无人听取，祖国的民主和人权也并未因他的呼吁而有所改善。他预见到希特勒上台的危险。“他们已经踏上往第三帝国进发的路途了，”在希特勒掌权前一年，他如此写道，对前途不抱任何幻想。当时曾与他会面的埃里希·克斯特纳（Erich Kästner）于1946年回忆说，这位作家是个“矮胖的柏林人”，试图“……用打字机阻挡灾难的降临”。
1930年，图霍尔斯基搬到瑞典哥德堡，从此在那儿长居。他在德国的出版事业处处受阻，尤以著名的“《世界舞台》案”为最。1929年，《世界舞台》刊载《德国航空界的浮夸风》（Windiges aus der deutschen Luftfahrt）一文，披露国防军正在加强空军军备。奥西茨基与记者瓦尔特·克赖泽（Walter Kreiser）因此被地方法院控以“泄露军事机密”的罪名，1931年底，前者以“间谍罪”入狱18个月。入狱后，奥西茨基因图霍尔斯基所发表的诗作《士兵是杀手》（Soldaten sind Mörder）再次被控。1932年7月，法庭裁定这首诗不构成对国防军的诽谤。考虑到奥西茨基仍在狱中，图霍尔斯基一度打算回国聆讯。然而形势险恶，他恐怕会落入纳粹党人手中。
1931年开始，图霍尔斯基渐渐减少在出版面上的露面。与丽莎·玛提亚斯分手，好友的去世和慢性鼻炎的折磨，加重了他的抑郁症。1932年11月8日，他在《世界舞台》上发表《纸屑》（Schnipsel），录有散碎的箴言，这是他最后一次公开发表长文。1933年1月17日，他在巴塞尔给《世界舞台》写了短篇笔记。他再也无力写中长篇文学作品了。德国的政治形势也愈加险恶，1933年，纳粹政府查禁《世界舞台》杂志，焚毁图霍尔斯基的作品，并剥夺了他的国籍。
要研究图霍尔斯基最后几年的思想，只能通过他的私人通信，这些信件多写予朋友瓦尔特·哈森克勒费（Walter Hasenclever），或他最后的爱人、苏黎世医生黑德维希·米勒（Hedwig Müller），1960年代结集出版。致黑德维希（昵称“Nuuna”）的信里还夹有他的日记，今日编集为《Q日记》（Q-Tagebücher），图霍尔斯基在文中以“非德国人”和“非诗人”自嘲。
他预见希特勒不会在短期内倒台。而更令他伤心的，是大部分德国民众甘为独裁者喝采，甚至邻近国家也与希特勒交好。图霍尔斯基看出战争的征兆。
尽管长年旅居，图霍尔斯基却从未申请瑞典国籍。对德国和欧洲的政治局势，他也没有袖手旁观。为了给狱中的奥西茨基打气，他曾打算重新公开发表文章。自杀前的一段日子里，他准备好一篇辛辣的作品，批评他曾敬爱的挪威诗人克努特·汉姆生。汉姆生公开支持希特勒政权，并对奥西埃茨基落井下石，甚至没有阻止纳粹政府将奥西茨基送往集中营。图霍尔斯基为狱中的朋友提名诺贝尔和平奖。1936年，奥西茨基获追授诺贝尔和平奖，然而彼时图霍尔斯基已不在人世了。

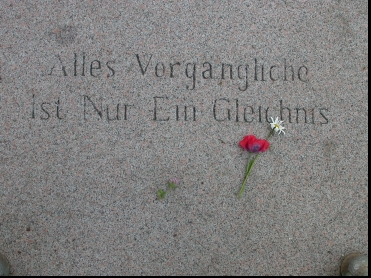
图霍尔斯基的墓志铭：“一切无常事物，无非譬喻一场。”

1935年12月20日夜间，图霍尔斯基在居所吞服过量安眠药自杀。次日被送往哥德堡的医院，12月21日夜，库尔特·图霍尔斯基在医院逝世。
1936年夏，图霍尔斯基的骨灰落葬于瑞典玛丽菲尔德，格里普斯科尔摩城堡附近的橡树下。二战结束后，人们为他竖了墓碑，墓志铭取歌德《浮士德》的结尾：
　　“一切无常事物，无非譬喻一场。”（Alles Vergängliche ist Nur Ein Gleichnis，本句参照《浮士德》董问樵先生译本。）
然而，早在1923年，图霍尔斯基即在以伊格纳斯·和若贝尔为笔名发表的作品中为自己写下充满讽刺意味的安魂曲：
　　“一颗良心安眠在此，

　　　还有一副铁硬的五官，

　　　晚安——！”

## 评价
图霍尔斯基是魏玛共和国时代最重要的记者、政论家。在25年的新闻从业生涯中，他在近100份刊物上发表超过3000篇作品，其中约1600篇刊于《世界舞台》。在生时他已出版以短文和诗歌为主的全集，重印达12版次。身后，他仍备受争议——无论从政治、文学角度，还是他的犹太身份。

### 政论作家
身为新闻从业员，图霍尔斯基的政治观点毁誉参半。在1919年3月发表的纲领性作品《我们反对》（Wir Negativen）中，他以左派精英自命，认为刚成立的共和国不够积极。
此后，他对法律界、政界和军界的批评愈加犀利，始终对共和国体制不抱信任。直到1933年被开除国籍、作品遭禁，他对国家社会主义的姿态仍不免妥协。
第二次世界大战后，联邦德国学界认为：以图霍尔斯基和贝托尔特·布莱希特为代表的左派文学家对魏玛共和国的失败负有不可推卸的责任，像《世界舞台》这样的激进言论杂志被纳粹势力利用。持此观点者，以历史学家戈洛·曼为代表。

### 图霍尔斯基与工人运动
图霍尔斯基也参与过工人运动。然而即使隶属于工人阶级政党，他仍然将表述个人观点的权利置于党纪之前。他反对把《世界舞台》当作宣扬教条的工具，而坚持把杂志办成左派观点的讨论平台。
二战后，与联邦德国相反，民主德国将图霍尔斯基奉于先贤的地位。民主德国学界否认图霍尔斯基对德国共产党向莫斯科靠拢、对左派阵营的分裂和纳粹主义的掌权负有责任。

### 文学评论家和诗人
在文学批评领域，图霍尔斯基是第一个关注法兰茨·卡夫卡的人。早在1913年，他即对卡夫卡的散文首作给予极高的赞誉。图霍尔斯基也把捷克作家雅罗斯拉夫·哈谢克推介给德国读者。他不喜欢詹姆斯·乔伊斯的《尤利西斯》。在他的专栏页“饭后甜点”中，他每期发表6篇书评。图霍尔斯基一生对超过500部文学作品作过评论。
图霍尔斯基以讽刺长诗见长，是德国世界的天才诗人。抒情诗方面，他私淑海因里希·海涅。德国中小学生的必读书目中，即有图霍尔斯基诗集。

### 犹太身份
对犹太身份的态度，是图霍尔斯基最受争议的地方。犹太学者格尔肖姆·朔勒姆指图霍尔斯基是“最有才华然而令人厌恶的犹太裔反犹人士”。争议在于，图霍尔斯基笔下的文学人物温特里拉先生，到底是在挖苦犹太人，还是批判整个布尔乔亚阶级。他在作品中直斥犹太人的保守心态，这类观点甚为当时民族主义和反犹潮流兴盛的社会受落。
在犹太人方面，舒勒姆的批评影响广泛。而在保守派和极右翼——包括认同纳粹主义的犹太人——的眼中，图霍尔斯基是“腐朽的犹太文学”的代表人物。图霍尔斯基脱离犹太教、接受新教洗礼的举动，于各方看来都有争议之处。

## 作品
- Rheinsberg – ein Bilderbuch für Verliebte (1912)
- Der Zeitsparer （署笔名Ignaz Wrobel） (1914)
- Fromme Gesänge （署笔名Theobald Tiger，前言署笔名Ignaz Wrobel） (1919)
- Träumereien an preußischen Kaminen （署笔名 Peter Panter） (1920)
- Die verkehrte Welt in Knüttelversen （署笔名 Kaspar Hauser） (1922)
- Ein Pyrenäenbuch (1927)
- Mit 5 PS (1928)
- Deutschland, Deutschland über alles （图:John Heartfield） (1929)
- Das Lächeln der Mona Lisa (1929)
- Lerne lachen ohne zu weinen (1931)
- Schloß Gripsholm (1931)
- Christoph Kolumbus oder Die Entdeckung Amerikas. Komödie in einem Vorspiel und sechs Bildern （与Walter Hasenclever合著，署笔名Peter Panter） (1932)

### 作品集
- Kurt Tucholsky: Gesamtausgabe. Texte und Briefe （Antje Bonitz, Dirk Grathoff, Michael Hepp, Gerhard Kraiker编） 22 卷, Rowohlt出版社, Reinbek 1996.
- Kurt Tucholsky: Gesammelte Werke in 10 Bänden （Mary Gerold-Tucholsky und Fritz J. Raddatz编） Rowohlt出版社, Reinbek 1975.
- Kurt Tucholsky: Deutsches Tempo. Gesammelte WerkeErgänzungsband 1 （Mary Gerold-Tucholsky und J. Raddatz编） Rowohlt出版社, Reinbek 1985.
- Kurt Tucholsky: Republik wider Willen. Gesammelte Werke. Ergänzungsband 2 （von Fritz J. Raddatz编） Rowohlt出版社, Reinbek, 1989.

### 书信和日记
- Sudelbuch Reinbek 1993
- Die Q-Tagebücher. 1934-1935 （Mary Gerold-Tucholsky, Gustav Huonker编） Rowohlt出版社, Reinbek 1978.
- Ausgewählte Briefe 1913-1935 （Mary Gerold-Tucholsky, Fritz J. Raddatz编） Rowohlt出版社, Reinbek 1962.
- Unser ungelebtes Leben. Briefe an Mary （Fritz J. Raddatz编） Rowohlt Verlag, Reinbek 1982.
- Briefe aus dem Schweigen. 1932-1935. Briefe an Nuuna. （Mary Gerold-Tucholsky, Gustav Huonker编） Rowohlt出版社, Reinbek 1977.
- Briefe an eine Katholikin. 1929-1931 Rowohlt出版社, Reinbek 1969.

## 纪念
为纪念图霍尔斯基，瑞典笔会于1985年设立了圖霍斯基獎。

### 文献
- 柏林自由大学的图霍尔斯基资料网址搜集（德文）

### 机构
- 图霍尔斯基奖